# 枠アリ!
『枠アリ!』（わくアリ!）とは、2010年6月13日から2011年3月18日まで毎日放送（MBSテレビ）で放送されていたオーディションバラエティ番組である。第5回までは毎月1回・日曜深夜の放送であったが、第6回からは隔週・金曜深夜の放送となった。

## 概要
MBSテレビが制作する番組の完全協力により、各番組に出演する一般視聴者をオーディションで選出する。
番組はたむらけんじが所長を務める人材派遣会社「人材派遣たむら」が毎日放送の各番組に人材を送り込む設定となっており、ある番組の出演枠を確保したエージェントが関西一円から応募のあった人材を、たむらや秘書の友近をはじめとする審査員3～4名にプレゼンする形でオーディションが進行。そして審査員の最終協議により、出演する人材を選出する。ただし「友近とただおしゃべりしたいおじさん枠」は、直接友近が一人で面接を行う。
なお、番組アシスタントは毎日放送のテレビ番組・ラジオ番組にアシスタントとして派遣することを最終目標とし、どんな番組でも活躍できるようなアシスタントを目指し、第3回放送から第5回放送まではアシスタントたちが修行を行っていた。

## 出演
所長
- たむらけんじ

秘書
- 友近

エージェント
- はんにゃ（第1回）
- かまいたち（第1・6回）
- モンスターエンジン（第1・2・4・11回）
- 天竺鼠（第2回）
- スマイル（第2・5[3]・7・10・14・15回）
- ダイアン（第3回）
- ハリセンボン（第3回）
- 銀シャリ（第4・9回）
- span!（第5・8回）
- 井上安世（第9回）
- 森田まりこ（第9回）
- マイコ（ビタミンS、第10・15回）
- 山本晶子（当時シャングリラ、第10・15・16回）[4]

アシスタント
第6回以降は交替で2～3人が出演。
- 吉川亜樹[5]（第1回エンディング - ）
- 水谷かや（第1回エンディング - ）
- 北尾亜弓（第2回エンディング - ）
- 有田恵伊（第4回 - ）
- 潮美華（第5回 - ）

審査員
- ノブ（千鳥、第2回『ロケみつ〜ロケ×ロケ×ロケ〜』CGクリエイター）
- 川島明（麒麟、第5回『よゐこ部』CM前の「よゐこ部ファイ!」の声・『枠アリ!』アシスタントPVカメラマン）
- 兵動大樹（矢野・兵動、第9回『笑い飯の金曜お楽しみアワー』ラジオで熱く語れる）
- 矢野勝也（矢野・兵動、第11回『笑い飯の金曜お楽しみアワー』ラジオで熱く語れる）
- メッセンジャーあいはら（メッセンジャー、第14回『ナルハヤ!』チューガール、第15回『笑い飯の金曜お楽しみアワー』ラジオお悩みアドバイザー）

## 放送リスト

### オーディション
| #  | 放送日         | オーディション内容（エージェント）                                                                  | オーディション内容（エージェント）                                                                  | 合格者のその後 |
| -- | -------------- | --------------------------------------------------------------------------------------------------- | --------------------------------------------------------------------------------------------------- | --- |
| 1  | 2010年6月13日  | 『せやねん!』グルメリポーター（はんにゃ）                                                           | 『せやねん!』グルメリポーター（はんにゃ）                                                           | 2010年6月28日放送の「どこいこ?」で合格者がリポートし、トミーズ雅からも高評価を得た。 |
| 1  | 2010年6月13日  | 『ジャイケルマクソン』オープニングダンサー（かまいたち）                                            | 『ジャイケルマクソン』オープニングダンサー（かまいたち）                                            | 合格者が出演したオープニングを2010年7月7日放送の『ジャイケルマクソン』で放送。 |
| 1  | 2010年6月13日  | 『枠アリ!』アシスタント（モンスターエンジン）                                                       | 『枠アリ!』アシスタント（モンスターエンジン）                                                       | 第1回エンディングでの募集枠告知よりアシスタントの仕事を開始。 |
| 2  | 2010年7月4日   | 『ちちんぷいぷい』京都に詳しい外国人（天竺鼠）                                                      | 『ちちんぷいぷい』京都に詳しい外国人（天竺鼠）                                                      | 7月21日放送の「ぷいぷい京都支局 大吉洋平」のコーナーで合格者が出演。 |
| 2  | 2010年7月4日   | 『ロケみつ〜ロケ×ロケ×ロケ〜』CGクリエイター（スマイル）                                            | 『ロケみつ〜ロケ×ロケ×ロケ〜』CGクリエイター（スマイル）                                            | 8月5日放送の『ロケみつ〜ロケ×ロケ×ロケ〜』で合格者が制作したCGが使用された。 |
| 2  | 2010年7月4日   | 『枠アリ!』アシスタント（モンスターエンジン）                                                       | 『枠アリ!』アシスタント（モンスターエンジン）                                                       | 第2回エンディングでの募集枠告知よりアシスタントの仕事を開始。 |
| 3  | 2010年8月8日   | 『麒麟の部屋』住人（ダイアン）                                                                      | 『麒麟の部屋』住人（ダイアン）                                                                      | 8月10日放送の『麒麟の部屋』に合格者が出演。 |
| 3  | 2010年8月8日   | 『枠アリ!』アシスタント（ハリセンボン）                                                             | 『枠アリ!』アシスタント（ハリセンボン）                                                             | 第4回よりアシスタントの仕事を開始。 |
| 3  | 2010年8月8日   | 友近とただおしゃべりしたいおじさん                                                                  | 友近とただおしゃべりしたいおじさん                                                                  | 3名と面接を行ったが、「背の低い、素朴なおじさま」を引き続き募集。 |
| 4  | 2010年8月22日  | クロージング映像に出演するペット（モンスターエンジン）                                              | クロージング映像に出演するペット（モンスターエンジン）                                              | 8月29日・9月5日・12日・19日・26日に合格したペットが出演するクロージング映像を放送。 |
| 4  | 2010年8月22日  | 『枠アリ!』アシスタント（銀シャリ）                                                                 | 『枠アリ!』アシスタント（銀シャリ）                                                                 | 第5回よりアシスタントの仕事を開始。 |
| 4  | 2010年8月22日  | 友近とただおしゃべりしたいおじさん                                                                  | 友近とただおしゃべりしたいおじさん                                                                  | 3名と面接を行った。 |
| 5  | 2010年9月12日  | 『よゐこ部』ナレーター（瀬戸洋祐〔スマイル〕）                                                      | 『よゐこ部』ナレーター（瀬戸洋祐〔スマイル〕）                                                      | 9月28日放送の『よゐこ部』で「よゐこ部ファイ!」の声を担当。 |
| 5  | 2010年9月12日  | 『枠アリ!』アシスタントPVカメラマン（span!）                                                        | 『枠アリ!』アシスタントPVカメラマン（span!）                                                        | 第8回でPVのメイキングと完成したPVが披露された。 |
| 5  | 2010年9月12日  | 友近とただおしゃべりしたいおじさん                                                                  | 友近とただおしゃべりしたいおじさん                                                                  | 3名と面接を行った。 |
| 6  | 2010年10月15日 | 『GAMBA TV〜青と黒〜』ペアリポーター（かまいたち）                                                  | 『GAMBA TV〜青と黒〜』ペアリポーター（かまいたち）                                                  | 合格者のカップルが11月23日に行われたガンバ大阪対湘南ベルマーレ戦の試合終了後、高木和道選手にインタビューした模様を12月6日放送の『GAMBA TV〜青と黒〜』で放送。なお収録後には、サプライズで男性が女性にプロポーズを行った。 |
| 6  | 2010年10月15日 | 『笑い飯の金曜お楽しみアワー』アシスタント                                                          | 『笑い飯の金曜お楽しみアワー』アシスタント                                                          | アシスタントの中から選抜され、水谷かやが合格した。 |
| 7  | 2010年10月29日 | 『笑い飯の金曜お楽しみアワー』ラジオパーソナリティ（スマイル）                                      | 『笑い飯の金曜お楽しみアワー』ラジオパーソナリティ（スマイル）                                      | 11月5日放送の『笑い飯の金曜お楽しみアワー』にゲスト出演。サプライズとして、合格者が尊敬する浜村淳のメッセージ入りサイン色紙が贈られた。 |
| 7  | 2010年10月29日 | 友近とただおしゃべりしたいおじさん                                                                  | 友近とただおしゃべりしたいおじさん                                                                  | 天神橋筋商店街でロケを敢行したが、おばさんとの会話に盛り上がったため、おじさんだけに限定せず、友近もロケ続行を希望する。 |
| 8  | 2010年11月12日 | 『せやねん!』イラストレーター（span!）                                                              | 『せやねん!』イラストレーター（span!）                                                              | 11月13日放送の「千鳥の気になるマネー!」で合格者の描いたイラストが使用された。 |
| 9  | 2010年11月26日 | 友近とただおしゃべりしたいおじさん                                                                  | 友近とただおしゃべりしたいおじさん                                                                  | 新世界でロケを敢行した。 |
| 9  | 2010年11月26日 | 『笑い飯の金曜お楽しみアワー』ラジオで熱く語れる（銀シャリ）                                        | 『笑い飯の金曜お楽しみアワー』ラジオで熱く語れる（銀シャリ）                                        | 12月3日放送の『笑い飯の金曜お楽しみアワー』にゲスト出演。 |
| 9  | 2010年11月26日 | クロージング映像に出演するイケメン「おやすみBOYS」（井上安世・森田まりこ）                          | クロージング映像に出演するイケメン「おやすみBOYS」（井上安世・森田まりこ）                          | テスト版として、番組スタッフおすすめのイケメン美容師でクロージング映像を作成。 |
| 10 | 2010年12月10日 | 『DRESS』ファッションスナップカメラマン（スマイル）                                                 | 『DRESS』ファッションスナップカメラマン（スマイル）                                                 | 2011年1月26日放送の『DRESS』「STREET SNAP100 in 京都」の回で合格者が撮影した中から、6人の写真が使用された。 |
| 10 | 2010年12月10日 | クロージング映像に出演するイケメン「おやすみBOYS」（マイコ〔ビタミンS〕・山本晶子〔シャングリラ〕） | クロージング映像に出演するイケメン「おやすみBOYS」（マイコ〔ビタミンS〕・山本晶子〔シャングリラ〕） | 3人のイケメンがVTRで登場し、その中から居酒屋店員が12月のクロージング映像に出演。 |
| 11 | 2010年12月17日 | 『笑い飯の金曜お楽しみアワー』ラジオで熱く語れる（モンスターエンジン）                              | 『笑い飯の金曜お楽しみアワー』ラジオで熱く語れる（モンスターエンジン）                              | 1月14日放送の『笑い飯の金曜お楽しみアワー』にゲスト出演。 |
| 11 | 2010年12月17日 | 友近とただおしゃべりしたいおじさん                                                                  | 友近とただおしゃべりしたいおじさん                                                                  | 新世界でロケを敢行した。 |
| 12 | 2011年1月7日   | 京橋花月CMプロジェクト                                                                              | 京橋花月CMプロジェクト                                                                              | 番組初のロケを敢行。出演者・演出は番組に一任。制作にあたり、芸人たちに京橋・京橋花月のいいところをリサーチし、過去の合格者からたむら・友近が人選。『枠アリ!』アシスタントPVカメラマン枠の合格者が監督を務め、アシスタント5名、『せやねん!』グルメリポーター枠の合格者、『ちちんぷいぷい』京都に詳しい外国人枠の合格者、クロージング映像ペット枠の犬に加えて、友近とただおしゃべりしたいおじさん枠で友近が発掘したおじさん・おばさん4名が出演。ナレーションは『よゐこ部』ナレーター枠の合格者が担当し、さらに『ロケみつ〜ロケ×ロケ×ロケ〜』CGクリエイター枠の合格者と『せやねん!』イラストレーター枠の合格者もそれぞれ制作に参加し、京橋花月のCMを完成させた。 |
| 13 | 2011年1月20日  | 京橋花月CMプロジェクトII                                                                            | 京橋花月CMプロジェクトII                                                                            | 番組初のロケを敢行。出演者・演出は番組に一任。制作にあたり、芸人たちに京橋・京橋花月のいいところをリサーチし、過去の合格者からたむら・友近が人選。『枠アリ!』アシスタントPVカメラマン枠の合格者が監督を務め、アシスタント5名、『せやねん!』グルメリポーター枠の合格者、『ちちんぷいぷい』京都に詳しい外国人枠の合格者、クロージング映像ペット枠の犬に加えて、友近とただおしゃべりしたいおじさん枠で友近が発掘したおじさん・おばさん4名が出演。ナレーションは『よゐこ部』ナレーター枠の合格者が担当し、さらに『ロケみつ〜ロケ×ロケ×ロケ〜』CGクリエイター枠の合格者と『せやねん!』イラストレーター枠の合格者もそれぞれ制作に参加し、京橋花月のCMを完成させた。 |
| 14 | 2011年2月4日   | 『ナルハヤ!』チューガール（スマイル）                                                               | 『ナルハヤ!』チューガール（スマイル）                                                               | 3月9日放送の『ナルハヤ!』に出演。 |
| 15 | 2011年2月18日  | クロージング映像に出演するイケメン「おやすみBOYS」（マイコ〔ビタミンS〕・山本晶子〔シャングリラ〕） | クロージング映像に出演するイケメン「おやすみBOYS」（マイコ〔ビタミンS〕・山本晶子〔シャングリラ〕） | 3人のイケメンがVTRで登場し、その中から格闘家が選ばれ、2月20日・27日のクロージング映像に出演。またこの放送日のコーナーのオープニングで、たむらが友近に「最後のナレーションもやってはどうか」と提案しており、友近の希望もあり、最後の「JOOR-TV、毎日放送テレビジョンです（地上デジタル放送は「JOOR-DTV、毎日放送デジタルテレビジョンです」）」を担当した。 |
| 15 | 2011年2月18日  | 『笑い飯の金曜お楽しみアワー』ラジオお悩みアドバイザー（スマイル）                                  | 『笑い飯の金曜お楽しみアワー』ラジオお悩みアドバイザー（スマイル）                                  | 2月25日放送の『笑い飯の金曜お楽しみアワー』にゲスト出演。 |
| 16 | 2011年3月4日   | コ ラ ボ S P                                                                                        | 『DRESS』ファッションスナップカメラマン×「おやすみBOYS」（山本晶子〔シャングリラ〕）                | これまでに選ばれた3人のイケメンをカメラマンが撮影し、その写真を使ったスライドショー形式で3月のクロージング映像を作成。最後のナレーションは2月に引き続き友近が担当した。 |
| 16 | 2011年3月4日   | コ ラ ボ S P                                                                                        | 『笑い飯の金曜お楽しみアワー』ラジオで熱く語れる×友近とただおしゃべりしたいおばさん（たむらけんじ） | たむらと3人で六甲山上でUFO撮影に挑んだが、失敗。 |
| 17 | 2011年3月18日  | キンレイカレーうどんCMプロジェクト                                                                  | キンレイカレーうどんCMプロジェクト                                                                  | カレーうどんをさらに楽しく食べられる、ちょい足し食材を提案するCM制作をオファーされる。『枠アリ!』アシスタントPVカメラマン枠の合格者が監督を務め、アシスタント4名（有田は欠席）、『せやねん!』グルメリポーター枠の合格者、『ちちんぷいぷい』京都に詳しい外国人枠の合格者、友近とただおしゃべりしたいおじさん枠で友近が発掘したおじさん・おばさん3名が出演。それぞれがカレーうどんにちょい足しする食材を選び、撮影が行われた。『よゐこ部』ナレーター枠の合格者がナレーションを担当し、CMを完成させた。CMは3月19日からキンレイのサイトで公開される。 |

### アシスタント修行
| # | 放送日        | 修行内容           | 講師     |
| - | ------------- | ------------------ | -------- |
| 3 | 2010年8月8日  | ボイストレーニング | 澤一考   |
| 4 | 2010年8月22日 | ウォーキング       | 田邉エミ |
| 5 | 2010年9月12日 | 整体トレーニング   | 前田寛子 |

## スタッフ
- ナレーション：関岡香（毎日放送アナウンサー）
- 構成：たちばなひとなり
- 技術TM：高木久之、白井隆行
- TD：桂将太、秋政菜名子、露口三郎
- CAM：喜多良平、露口三郎、青木岳史、秋政菜名子
- MIX：上田一路、古川靖久、村井さおり
- LD：荒木崇、林輝
- 音効/MA：山本大輔（戯音工房）
- 美術：中西勇二、前原清花
- 美術進行：前原清花、荒井春佳
- 編成：川原秋呼
- 宣伝：合田忠弘、北野敦則
- WEB：菊地崇、西垣信二
- CG：紀野伸子、村田英樹
- タイトル：清水千晶、村上喬規
- EED：杉野輝雄、三木嘉彦、中西章史、岩本和也
- 衣装協力：リベラル（- 第5回）、LUCY ShooBeeDoo（第3回）、QiQi? QiWi?（第6 - 8回）、LUCY SISTEMATIC（第9回）
- 協力：大阪ダンス&アクターズ専門学校（第1回）、ナレッジパーク（第4回）、心斎橋WAN（第4回）、アルカディア（第5回）、Dance studio Point（第5回）、Supporter's Field（第6回）、Bee江坂店（第6回）、歌謡練場リズムトーン（第7回）、京橋花月（第12回）、京都造形芸術大学（第12回）、地域活性化 応援フリーマガジン 泉州美人（第14回）、カクテン屋（第16回）、天王殿（第16回）、着物よしの（第16回）、キンレイ（第17回）
- 美術協力：毎日舞台、デジタルカラー、MBS企画、浪原靴店、大槻衣裳、MORE、ステッププラン
- 制作協力：ゾフィープロダクツ、仕事場、アスカプロダクション、関西東通、サウンドエースプロダクション、オフィス自由本舗、戯音工房、アーチェリープロダクション
- リサーチ：田中ミカン、杉本晃志
- AD：池田貴彦、藤井智章、佐藤麻衣子、古田早絵、藤川麻美、中井英雄、岩田充弘
- ディレクター：中村武史、小林雄志、安達澄子、渡邊恒史、田上佳世、黒川和樹、嘉納一貴、鎌迫敏弘、菱田忠
- AP：高山雄次郎、杉野恭史、田尻麻衣、伊藤朋子
- プロデューサー：岸本孝博（毎日放送）、上田泰三・紺田啓介（ゾフィープロダクツ）
- 製作：吉本興業、毎日放送

### 過去のスタッフ
- 構成：友光哲也
- 美術協力：高津商会
- プロデューサー：藪内美賀（よしもとクリエイティブ・エージェンシー）